# Zeche Vereinigte Urbanus
Die Zeche Vereinigte Urbanus ist ein ehemaliges Steinkohlenbergwerk in Langendreer. Das Bergwerk ist aus der Konsolidation mehrerer Bergwerke und Grubenfelder entstanden. Das Bergwerk gehörte zu den Gründungsmitgliedern des Vereins für bergbauliche Interessen.

## Geschichte

### Die Anfänge
In dem Zeitraum von 1825 bis zum 22. August des Jahres 1828 konsolidierte die Zeche Urbanus mit dem Feld Compier, dem Feld des Victor-Friedrich Erbstollens und der Mutung Nainstedt zum Feld Urbanus II. Die Umbenennung in Zeche Vereinigte Urbanus erfolgte erst später. Es wurde zunächst im Stollenbetrieb weiter Abbau betrieben. Zusätzlich waren die Schächte Gotthelf, Thurm und Wilhelm sowie ein Versuchsschacht vorhanden. Im Jahr 1827 wurde der Urbanus-Erbstollen weiter aufgefahren. Am 19. November des Jahres 1829 wurden die Längenfelder Urbanus I und Urbanus II verliehen. Im Jahr 1830 waren Schacht 9 und der Versuchsschacht in Betrieb. Im selben Jahr wurde mit den Teufarbeiten für den Schacht Urbanus begonnen. Mit dem Abteufen dieses Schachtes wurde der Übergang zum Tiefbau begonnen. Im Jahr 1835 waren die Schächte Leopold und Heinrich in Betrieb. Im selben Jahr wurde eine Kohlenniederlage an der Ruhr erstellt. Im Jahr 1838 hatte die Gewerkschaft mittlerweile ein so großes Bergwerkseigentum, dass man plante, zum Tiefbau überzugehen. Hierfür sollte ein seigerer Schacht mit dem Namen Schacht Friedrich Wilhelm erstellt werden. Der damalige Bergwerksdirektor Ehrenfried Honigmann hatte Zweifel an der Durchführung und äußerte sich skeptisch zu diesem Projekt.

### Der Ausbau des Bergwerks
Im Jahr 1840 wurde im Bereich von Schacht Heinrich abgebaut. Im selben Jahr wurde begonnen, den Schacht Friedrich Heinrich abzuteufen. Der Schacht wurde tonnlägig geteuft und hatte eine rechteckige Schachtscheibe mit den Abmessungen 226 Zoll × 85 Zoll. Der Ansatzpunkt dieses Schachtes befand sich im Bereich der heutigen Urbanusstraße Ecke Westernberg im Stadtteil Kaltehardt. In diesem Bereich befand sich die Erbstollensohle des Gesellschafts-Erbstolln bei einer Teufe von 16¾ Lachtern. Der Schacht diente dem weiteren Übergang zum Tiefbau. Bereits im ersten Jahr wurde der Schacht bis auf zehn Meter unterhalb der Stollensohle geteuft. Um den Absatz der geförderten Kohlen zu verbessern, wurde noch im selben Jahr begonnen, eine Pferdeschleppbahn bis zur Kohlenniederlage an der Ruhr zu bauen. Die Bahn hatte bei Fertigstellung eine Länge von 1921 Lachtern. Im Jahr 1841 wurde im Schacht Friedrich Wilhelm bei einer Teufe von 90 Metern (+26 Meter NN) die erste Tiefbausohle angesetzt. Allerdings kam es bei den Arbeiten zu starken Wasserzuflüssen. Um die Wasserzuflüsse von sieben Kubikmetern pro Minute bewältigen zu können, wurde eine Dampfmaschine für die Wasserhaltung installiert. Diese Maschine hatte eine Leistung von 60 PS und war zu dieser Zeit die stärkste Maschine im märkischen Revier. Nachdem die erste Tiefbausohle angesetzt worden war, wurde die Sohle im Flöz Dicke Urbanusbank aufgefahren, im selben Jahr wurde mit dem Abbau im Tiefbau begonnen. Als Abbauverfahren wurde der Pfeilerbau angewendet. Repräsentant der Gewerkschaft war zu dieser Zeit der aus Ruhrort stammende Kaufmann Justus Liebrecht.
Im Jahr 1842 wurde am Schacht Wilhelm die Dampfmaschine in Betrieb genommen, um die Wasserhaltung der Tiefbausohlen zu gewährleisten. Die untertägigen Ausrichtungsarbeiten gingen zügig voran. Zwar mussten die Gewerken in den ersten Jahren nach dem Übergang zum Tiefbau noch Zubuße zahlen, jedoch warf das Bergwerk bereits nach wenigen Jahren Gewinne ab. Im Jahr 1845 wurde das westliche Grundstreckenort im Flöz Victor Friedrich bis auf eine Länge von 140 Lachtern aufgefahren. Das Flöz hatte eine Mächtigkeit von 84 Zoll. Im Flöz Dicke Urbanusbank wurde die östliche Grundstrecke bis auf eine Länge von 221½ Lachtern weiter aufgefahren. Im Jahr 1847 wurde bereits eine Ausbeute von 12.417 Reichstalern erzielt. Im Jahr 1848 wurde begonnen, Schacht Friedrich Wilhelm tiefer zu teufen. Im Jahr 1850 wurde bei einer Teufe von 149 Metern (−33 Meter NN) die 3. Sohle angesetzt. Diese 3. Sohle war somit die zweite Tiefbausohle des Bergwerks. Im selben Jahr wurde Schacht Heinrich umfunktioniert zum Wetterschacht. Im Jahr 1852 kam es zu einem starken Wassereinbruch in die Grubenbaue. Durch den starken Wassereinbruch konnten die Ausrichtungsarbeiten auf der 71 Lachter-Sohle nicht weiter fortgeführt werden. Die Wassermenge war sogar so enorm, dass das Grubengebäude bis zur Stollensohle absoff und anschließend gesümpft werden musste. Nachdem die Dampfkunst umgebaut worden war, konnten die bis dahin angefallenen Grubenwässer im Jahr 1853 wieder aus den Grubenbauen abgepumpt werden. Im südlichen Muldenflügel wurden noch im selben Jahr die dort anstehenden Flöze angefahren. Das Bergwerk gehörte zu diesem Zeitpunkt zum Bergamtsbezirk Bochum.

### Der weitere Betrieb
Im Jahr 1854 wurde begonnen, einen neuen Wetterschacht abzuteufen. Im selben Jahr wurde bei einer Teufe von 63 Metern die Wettersohle angesetzt. Im Jahr 1855 waren zwei Flöze in Verhieb. Eines der Flöze hatte eine Mächtigkeit von 106 Zoll, das andere Flöz war 78 Zoll mächtig. Das Bergwerk gehörte zu dieser Zeit zum Märkischen Bergamtsbezirk und dort zum Geschworenenrevier Westlich Witten. Im darauffolgenden Jahr kam es auf der 2. Tiefbausohle beim Abbau eines Pfeilers zu einem plötzlichen Wassereinbruch. Die minütlich einströmende Wassermenge betrug 70 Kubikfuß. Aufgrund dieses starken Wasserzuflusses drohten die Grubenbaue abzusaufen. Im weiteren Verlauf dieses Wassereinbruchs ging die Wassermenge auf 45 Kubikfuß pro Minute zurück. Nachdem man mehrere dichte Wasserdämme gebaut hatte, konnte der Zufluss auf 28 Kubikfuß pro Minute reduziert werden und der Betrieb wieder aufgenommen werden. Nachdem die Wasserzuflüsse weitestgehend gestoppt worden waren und der Betrieb weitergeführt werden konnte, wurde im Jahr 1857 mit der Montage einer stärkeren Wasserhaltungsmaschine begonnen. Im Jahr darauf konnte die neue Wasserhaltungsmaschine fertiggestellt werden. Im Anschluss daran wurde mit dem Einbau der Pumpen begonnen. Die Vorrichtungsarbeiten und auch der Abbau in den Flözen Victor Friedrich und Dicke Urbanusbank konnten ohne nennenswerte Probleme fortgesetzt werden. Im Jahr 1859 wurde die neue Wasserhaltungsmaschine in Betrieb genommen. Die Aus- und Vorrichtung und der Abbau konzentrierten sich in diesem Jahr auf die Flöze Dicke Urbanus und Victor Friedrich.
Im Jahr 1860 wurde begonnen, den Schacht Friedrich Wilhelm erneut tiefer zu teufen. Im Jahr 1861 erreichte man den Bereich der  dritten Tiefbausohle. Im selben Jahr erfolgte der Durchschlag mit der Zeche Colonia. Nachdem der untertägige Verbund zwischen den beiden Schächten erfolgt war, wurde die Pferdeschleppbahn nicht mehr benötigt und kurz darauf stillgelegt. Der Abbau konzentrierte sich in diesem Jahr weiterhin auf die Flöze Victor Friedrich und Dicke Urbanus. Das Bergwerk gehörte zu dieser Zeit zum Bergrevier Witten. Im darauffolgenden Jahr wurde im Schacht Friedrich Wilhelm bei einer Teufe von 188 Metern (−72 Meter NN) die dritte Tiefbausohle angesetzt. Es wurde begonnen, die Sohle auszurichten. Noch im selben Jahr erreichte der südliche Querschlag eine Länge von 23½ Lachtern. Das Flöz Dicke Urbanusbank wurde jedoch noch nicht angefahren. Auf der 2. Bausohle waren in diesem Jahr die Vorrichtungsarbeiten beendet und es wurde mit dem Abbau begonnen. Zu dieser Zeit gehörte das Bergwerk zum Revier Witten. Im Jahr 1863 wurde oberhalb der 2. Tiefbausohle in den beiden Flözen Dicke Urbanusbank und Friedrich Steinkohle abgebaut. Um den Sattelnordflügel zu lösen, wurde im Jahr 1863 auf der 2. Tiefbausohle ein Querschlag angesetzt. Auf der 3. Tiefbausohle wurden in den Flözen Dicke Urbanusbank und Friedrich die Sohlenstrecken weiter aufgefahren. Dabei musste man feststellen, dass die Flöze hier nur sehr unregelmäßig auftraten.

### Die letzten Jahre bis zur Konsolidation
Nachdem in den Jahren 1839 bis 1849 bereits vier Grubenfelder verliehen worden waren, wurden im Jahr 1869 weitere Grubenfelder verliehen. Am 12. März des Jahres 1869 wurde das Feld Urbanus III verliehen. Das Feld wurde später in Urbanus IV, Urbanus A und andere geteilt. Damit im Nordflügel eine ausreichende Bewetterung der Grubenbaue gewährleistet war, musste man einen neuen Wetterschacht abteufen. Im Jahr 1870 wurde deshalb begonnen, einen weiteren Wetterschacht zu teufen. Der Ansatzpunkt dieses Schachtes befand sich 450 Meter nordöstlich von Schacht Friedrich Wilhelm. Der Schacht wurde unmittelbar neben einem Wetterbohrloch angesetzt und noch im selben Jahr bis auf eine Teufe von elf Lachtern geteuft. Im selben Jahr wurde eine Kokerei in Betrieb genommen. Am 20. Juli des Jahres 1871 konsolidierte die Zeche Vereinigte Urbanus, bestehend aus den beiden Grubenfeldern Urbanus I und Urbanus II, mit den Grubenfeldern Urbanus VI und Urbanus A. Die beiden Grubenfelder gehörten zu diesem Zeitpunkt zur Berechtsame der Zeche Doppelte Preußische Krone. Am 2. April des Jahres 1872 wurden die Grubenfelder der Zeche Vereinigte Urbanus von der Deutschen Actien-Gesellschaft für Bergbau, Eisen- und Stahlindustrie mit Sitz in Berlin, angekauft. Im Jahr 1873 kam es erneut zu starken Wasserzuflüssen. Im Jahr 1874 wurde auf der 3. Sohle ein Querschlag zur Zeche Colonia aufgefahren. Im Jahr 1875 ging das Bergwerk in das Eigentum der Mansfelderschen Kupferschiefer bauenden Gewerkschaft über. Diese Eigentumsübernahme wurde durch einen Kaufvertrag am 10. Oktober desselben Jahres besiegelt. Die Mansfeldsche Gewerkschaft benötigte das Bergwerk, um den eigenen Bedarf an Steinkohle ihrer Berg- und Hüttenwerke zu decken. In der Zeit von 1875 bis Mitte 1877 konsolidierte die Zeche Vereinigte Urbanus mit weiteren Zechen zur Zeche Mansfeld. Der Betriebsbereich Urbanus wurde noch mehrere Jahre eigenständig als Förderstandort weiter betrieben und im Jahr 1905 stillgelegt.

## Förderung und Belegschaft
Auf dem Bergwerk wurde stückreiche Fettkohle mit guter Qualität gefördert. Die ersten Förder- und Belegschaftszahlen stammen aus dem Jahr 1830, es waren in dem Jahr 22 bis 46 Bergleute auf dem Bergwerk beschäftigt, die eine Förderung von 95.513 Scheffeln Steinkohle erbrachten. Im Jahr 1835  wurde eine Förderung von 123.325 Scheffel Steinkohle erbracht. Im Jahr 1840 wurden 17.002 preußische Tonnen Steinkohle gefördert. Im darauffolgenden Jahr wurden 32.263 preußische Tonnen Steinkohle gefördert. Im Jahr 1842 betrug die Förderung rund 9000 Tonnen. Im Jahr 1845 wurden 285.591 Scheffel Steinkohle gefördert. Im Jahr 1847 waren 58 bis 94 Bergleute auf dem Bergwerk beschäftigt, die eine Förderung von 344.245 Scheffeln Steinkohle erbrachten. Im Jahr 1850 wurden 25.081 Tonnen Steinkohle gefördert. Im Jahr 1855 wurden mit 158 Bergleuten 155.798 preußische Tonnen Steinkohle gefördert. Nach dem Wassereinbruch im Jahr 1856 kam es bis zum Jahr 1872 zu einem erheblichen Rückgang der Förderung. Im Jahr 1858 waren noch 115 Bergleute auf dem Bergwerk beschäftigt. Im Jahr 1865 wurden 18.126 Tonnen Steinkohle gefördert. Im Jahr 1870 sank die Förderung ab auf 13.250 Tonnen Steinkohle. Im Jahr 1872 Förderanstieg auf 33.513 Tonnen Steinkohle, diese Förderung wurde von 153 Bergleuten erbracht. Im Jahr 1874 wurden 38.751 Tonnen Steinkohle gefördert. Dies sind auch die letzten bekannten Förderzahlen des Bergwerks.

## Heutiger Zustand
Heute erinnert noch die Urbanusstraße in Kaltehardt an die Zeche Vereinigte Urbanus. An dieser Straße befanden sich einige Anlagen der Zeche.